# 다도 프르쇼
밀라딘 "다도" 프르쇼(크로아티아어: Miladin "Dado" Pršo, 1974년 11월 5일, 유고슬라비아 자다르 ~ )는 과거 크로아티아의 프로 축구 선수로, 스트라이커로 활약했다. 그는 2007년 6월, 스코틀랜드 프리미어리그의 클럽인 레인저스에서 은퇴했다. 그는 AS 모나코의 챔피언스리그 준우승과 레인저스의 리그 우승을 이끌었다.
UEFA 유로 2004에서는 프랑스와의 조별리그 2차전에서 득점을 기록했으며, 이 경기의 공식 맨 오브 더 매치에 선정되기도 했다.

## 수상
AC 아작시오
- 1997-98 샹피오나 나시오날 우승

 AS 모나코
- 1999-00 리그 1 우승
- 2000년 트로페 데 샹피옹 우승
- 2003년 쿠프 드 라 리그 우승
- 2003-04 UEFA 챔피언스리그 준우승

 레인저스
- 2004-05 스코틀랜드 프리미어리그 우승
- 2004-05 스코틀랜드 리그 컵 우승

개인
- 크로아티아 올해의 선수상 : 2003, 2004, 2005
- UEFA 유로 2004 맨 오브 더 매치 : 크로아티아 vs 프랑스 조별리그
- 스코틀랜드 프리미어리그 이달의 선수 : 2005년 2월, 5월
- Franjo Bucar State Award of Sport : 2005
- SN Trofej Fair-play : 2005
- John Greig Award : 2007